# Anton Wilhelm Scheel
Anton Wilhelm Scheel (født 28. december 1799 i Stavanger, død 30. april 1879 i København) var en dansk officer og justitsminister.
Han var søn af Anton Wilhelm Scheel (født på Akershus fæstning i Christiania 1763, død 1810, og hustru Engel Arentz Kielland (født 1768, død 1804).
Bare 12 år gammel blev han elev på Landkadetakademiet i København. Her tog han officerseksamen i slutningen af 1814, og 15. januar 1815 blev han udnævnt til løjtnant som nummer 1 blandt medeleverne. Af Frederik VI's hånd modtog han Kongens Æressabel for flid, og fik dermed ansættelse som kongelig page. Den unge page brugte tiden til at høre forelæsninger over de højere militære videnskaber, og igen var han den bedste ved eksamen i slutningen af året. A.W. Scheel var elev ved Landkadetakademiet samtidigt med Jacob Ræder. De to tog eksamen i november 1814, henholdsvis som nr. 1 og nr. 2. Jacob Ræder fortæller i sine Erindringer:
Vi arbejdede altsaa fremad i aarets (1814) første og kolde maaned, da vor armee sloges i Holsteen med svensker og russer, og alle vare vi begeistrede for krigen og haabede ogsaa snart at kunne tage deel deri. [..] I Kjøbenhavn levede vi jo imidlertid borte fra krigsskuepladsen, sundene omkring Sjælland vare tilfrosne, kulden var saare stræng, og massen af snee større end nogensinde i mands minde. Kongen var med de fleste tropper paa Fyen, og det heed, han vilde nu angribe fjenden, som allerede var trængt frem i Holsteen og Slesvig og stod lige over for Fyen langs det "lille Belt".
Examen blev taget [i november 1814], og som jeg knapt selv kan begribe, ret tilfredsstillende for mig, da jeg blev nr. 2 af omtrent 80 cadetter af begge compagnier, og derved erholdt 2den præmie, som bestod af tre dele af Puy-Ségurs Krigskunst, oversat paa dansk af prof. Kruse. Ganske tilfældigviis blev Scheel nr. 1. Jeg havde et "mdl", dér hvor han havde et "tg", og dette udfald opnaaedes ved et smøreri af Scheel i et spørgsmaal om "det stumme e" i dansk, som ingen vidste noget om eller havde havt det mindste om i løbet af aaret: En cadet Utke, som sad ved Scheel, havde dog lært noget derom forhen i en civil skole, og hjalp Scheel tilrette. Derved kom Scheel til at blive nr. 1 og fik en æressabel, som han rigtignok senere kun beskjæmmende talte om. Næsten halvparten af eleverne i ældste classe faldt igjennem. Da freden var indtraadt, behøvede armeen naturligviis ej mere saa mange officierer, følgeligen var examen bleven strængere.
J.T.Ræder giver os også et indblik i livet på Landkadetakademiet: Ældste militair-classe var noget favoriseret frem for de yngre, og vi blev temmeligen behandlet som Herrer, og ej holdt i saa skarpe baand som de øvrige classer. Straffene vare ej heller saa hyppige, følgeligen forseelserne ringere. Smaae lystigheder og ungdommelige streger maa man ej forvexle med forseelser og forbrydelser, som destoværre ej heller manglede, issær tyverier, selv af den alvorligste slags. Naar de bleve opdagede, bleve de arme syndere straffede med riis, som vel ogsaa kan ansees for en passende straf. Ved en saadan execution maatte gjerne de to ældste elever af hver classe være tilstede, og da jeg nu var en saadan, maatte jeg ogsaa overvære disse fæle executioner, som maaske var langt smerteligere for mig end for den strafskyldige selv. [..]
I en biografi over A.W.S. nævnes:
Blev 1811 Elev paa Landkadetakademiet i Kbh., bestod 1814 Officerseksamen, blev 1815 Sekondløjtnant, s. A. kgl. Page, 1816 Løjtnant ved danske Livregiment til Fods, 1818 tjenstgørende ved det danske Armekontingent i Frankrig, – Efter 2 Aars Forløb fik han Tilladelse til at gjøre Tjeneste ved det danske Armékontingent, som den Gang var i Frankrig. Han fik derved Lejlighed til at gjøre en Rejse til Paris, hvor »Kunstens og Videnskabernes Mindesmærker« hos ham vakte »en særdeles Lyst til at erhverve de Kundskaber, som til at forstaa og bedømme hine ere fornødne«. Han begyndte derfor, da han 1819 var kommen tilbage til Kjøbenhavn, at anvende al den Tid, de militære Tjenesteforretninger lode ham tilovers, til at forberede sig til Examen artium, som han 1821 tog med Udmærkelse. Efter at have taget den filosofiske og filologiske Examen valgte han Retsvidenskaben til sit Hovedstudium og blev 1825 juridisk Kandidat med Karakteren laudabilis et qvidem egregie.
1826 blev Scheel Garnisonsauditør i Kbh., 1828 Lic. juris ved Afhandlingen "De limitibus inter civilem jurisdictionem et militarem exercitui terrestri demandatam secundum jus patrium", 1829 Assessor i den kgl. Landsover- samt Hof- og Stadsret, 1836 Professor ved Universitetet og Assessor i Konsistorium, s. A. Dr . juris ved Afhandlingen "De publicis actionibus et inquisitionibus in causis poenalibus ex præceptis juris Danici et Norvegici, tam antiqui quam hodierni, nec non ex aliis nonnull is legibus", 1839 ekstr. Assessor i Højesteret, 1846 Generalauditør for Landetaterne og Deputeret i General-Kommissariatskollegiet, 1851-55 Justitsminister, 1852 kgl. Kommissær ved Nationalbanken, 1856-71 paa ny Generalauditør, 1861 i nogle Maaneder fungerende Højesteretsjustitiarius. 1850 sammen med F.C.F.v. Pechlin og H.C. Reedtz Kommissær ved Fredsforhandlingerne med Preussen og det tyske Forbund, Medunderskriver af Freden af 2/7 1850, 1851 Medlem af Notabelforsamlingen. 1869 Direktør for Den Hielmstierne-Rosencroneske Stiftelse. I sin latinske Selvbiografi af 1828 hylder Scheel – med det obligate Takkebuk for Professorerne – frem for nogen anden A. S. Ørsted som sin Lærer, og det var ogsaa i Ørsteds Fodspor, han traadte. Han er vistnok den efter-Ørsted'ske Periodes betydeligste Dogmatiker. Uberørte af Tidens Tand og urokkede af senere Lovforandringer knejser som Klippen i dansk Retslitteratur S.s Hovedværker, "Person- og Familieret, fremstillet efter den danske Lovgivning" (I-II 1859-60, 2. Udg. af Personretten 1876, af Familieretten 1877) og "Privatrettens almindelige Del, fremstillet efter den danske Lovgivning. Første Afdeling. Om Retskilderne" (1865), "Anden Afdeling. Om Retsforholdene" (1866).«
I 1854 blev A.W.S. dekoreret med St. Olavsordenen og i 1856 Svenske Kroneorden. 1856 til 1871 var han igen generalauditør. I 1869 blev A.W.S. Geheimekonferensråd. I 1865 blev han dekoreret med Storkors af Dannebrog med symbol »Ex pietate salus vital«.
I 1870 udgav Anton Wilhelm Scheel bogen »Stamtavle over en Familie Scheel med et Tillæg omfattende nogle kognatiske Sidelinjer« . Han har her nedlagt et betydeligt arbejde med at skaffe oplysninger om slægten og efterslægter, ikke mindst ved en udstrakt brevkorrespondance med slægtninge og med præster – som villigt undersøgte kirkebøgerne.
Dels på grund af hans praktiske sans, dels fordi hans svage helbed krævede en nøgtern livsstil, kunne Anton Wilhelm Scheel, som i sin ungdom havde levet i små kår, samle sig en betydelig formue. Ved testamente bestemte han at hvad han måtte efterlade sig, efter dækning af visse legater, skulle anvendes til at oprette to lige store stiftelser knyttet henholdsvis til universitetet i København og i Christiania, hvis midler delvis skulle gå til støtte af studenter samt enker og ugifte døtre efter embedsmænd. Allerede tidligere havde han oprettet legater for afdøde officerers og juridiske embedsmænds enker og ugifte døtre.
Anton Wilhelm Scheel døde i København den 30. april 1879 og blev bisat i Vor Frue kirke.